# レゴランド・ディスカバリー・センター
レゴランド・ディスカバリー・センター（Legoland Discovery Centre、LDC）は、世界23カ国で104のアトラクション施設を運営するエンターテインメント企業「マーリン・エンターテイメンツ」（イギリス）による「レゴブロック」をテーマにした屋内型アトラクション施設で、規模が3千平方メートル前後と、より小規模な屋内型のレゴランドである。

## 概要
2007年にドイツ・ベルリンのソニーセンターに設けられたのが最初である。
続いて2008年に同じくドイツのデュースブルクに設置されたが、2013年に隣接するオーバーハウゼンのツェントロそばに移された。
その後、シカゴ郊外のシャンバーグ、アトランタ、ダラス郊外のグレープヴァイン、カンザスシティー、ニューヨーク郊外のヨンカーズ、ボストン（2014年5月開館）などアメリカの9都市、イギリスのマンチェスター、カナダのトロント郊外のヴォーン、そして日本の東京・台場に設置され、2015年の春には、大阪に国内2ヵ所目となるLDC大阪が設置された。同年トルコのイスタンブール、2016年に中国の上海に設置され、2020年9月現在、世界9カ国に27のLDCがある。
2歳以下は無料、3歳以上は有料で子供料金の設定は無い。発行施設のみ有効の年間パスポート、4名以上のファミリー年間パスポートがある。子供のみでの入場不可、「大人のレゴナイト」など特別な場合を除いて、大人（18歳以上）のみでの入場も不可となっている。

## 一覧

### 北米

#### アメリカ合衆国
- レゴランド・ディスカバリー・センター・アリゾナ - アリゾナ州テンピ、アリゾナミルズ（英語版）
- レゴランド・ディスカバリー・センター・アトランタ - ジョージア州アトランタ、フィップスプラザ（英語版）
- レゴランド・ディスカバリー・センター・ベイエリア - カリフォルニア州ミルピタス、グレートモール・オブ・ザ・ベイエリア（英語版）
- レゴランド・ディスカバリー・センター・ボストン - マサチューセッツ州サマービル、アセンブリスクエア（英語版）
- レゴランド・ディスカバリー・センター・シカゴ - イリノイ州シャンバーグ、ストリーツ・オブ・ウッドフィールド（英語版）
- レゴランド・ディスカバリー・センター・コロンバス - オハイオ州コロンバス、イーストン・タウン・センター（英語版）
- レゴランド・ディスカバリー・センター・ダラス・フォートワース - テキサス州グレープバイン、グレープバインミルズ（英語版）
- レゴランド・ディスカバリー・センター・カンザスシティ - ミズーリ州カンザスシティ、クラウン・センター（英語版）
- レゴランド・ディスカバリー・センター・ミシガン - ミシガン州オーバーンヒルズ、グレートレイクス・クロッシング・アウトレット（英語版）
- レゴランド・ディスカバリー・センター・ニュージャージー - ニュージャージー州イーストラザフォード、アメリカンドリーム・メドウランズ（英語版）
- レゴランド・ディスカバリー・センター・フィラデルフィア - ペンシルベニア州プリマスミーティング（英語版）、プリマスミーティング・モール（英語版）
- レゴランド・ディスカバリー・センター・サンアントニオ - テキサス州サンアントニオ、ショップス・アット・リバーセンター（英語版）
- レゴランド・ディスカバリー・センター・ウエストチェスター - ニューヨーク州ヨンカーズ、ウエストチェスター・リッジヒル・モール（英語版）

#### カナダ
- レゴランド・ディスカバリー・センター・トロント - オンタリオ州ヴォーン、ヴォーン・ミルズ（英語版）

### ヨーロッパ

#### イギリス
- レゴランド・ディスカバリー・センター・バーミンガム - ウェスト・ミッドランズ州バーミンガム、アリーナ・バーミンガム
- レゴランド・ディスカバリー・センター・マンチェスター - グレーター・マンチェスタートラフォード、トラフォード・センター（英語版）

#### ドイツ
- レゴランド・ディスカバリー・センター・ベルリン - ベルリン市ミッテ区、ソニーセンター
- レゴランド・ディスカバリー・センター・オーバーハウゼン - ノルトライン＝ヴェストファーレン州オーバーハウゼン、ツェントロ（英語版）[3]

#### オランダ
- レゴランド・ディスカバリー・センター・スヘフェニンゲン - 南ホラント州スヘフェニンゲン、ブールバール（オランダ語版）

#### トルコ
- レゴランド・ディスカバリー・センター・イスタンブール - イスタンブール、フォーラム・イスタンブール（トルコ語版）

### アジア・オセアニア

#### 日本
- レゴランド・ディスカバリー・センター東京 - 東京都港区台場、デックス東京ビーチ
- レゴランド・ディスカバリー・センター大阪 - 大阪府大阪市港区、天保山ハーバービレッジ

#### 中華人民共和国
- レゴランド・ディスカバリー・センター・シャンハイ - 上海市、上海静安大悦城（中国語版）
- レゴランド・ディスカバリー・センター・シェンヤン - 瀋陽市、瀋陽K11アートモール（中国語版、英語版）

#### オーストラリア
- レゴランド・ディスカバリー・センター・メルボルン - ビクトリア州メルボルン、チャドストーン・ザ・ファッションキャピタル（英語版）
- レゴランド・ディスカバリー・センター・ホーサム - ビクトリア州マウント・ホーサム、ホーサム・アルパイン・リゾート（英語版）

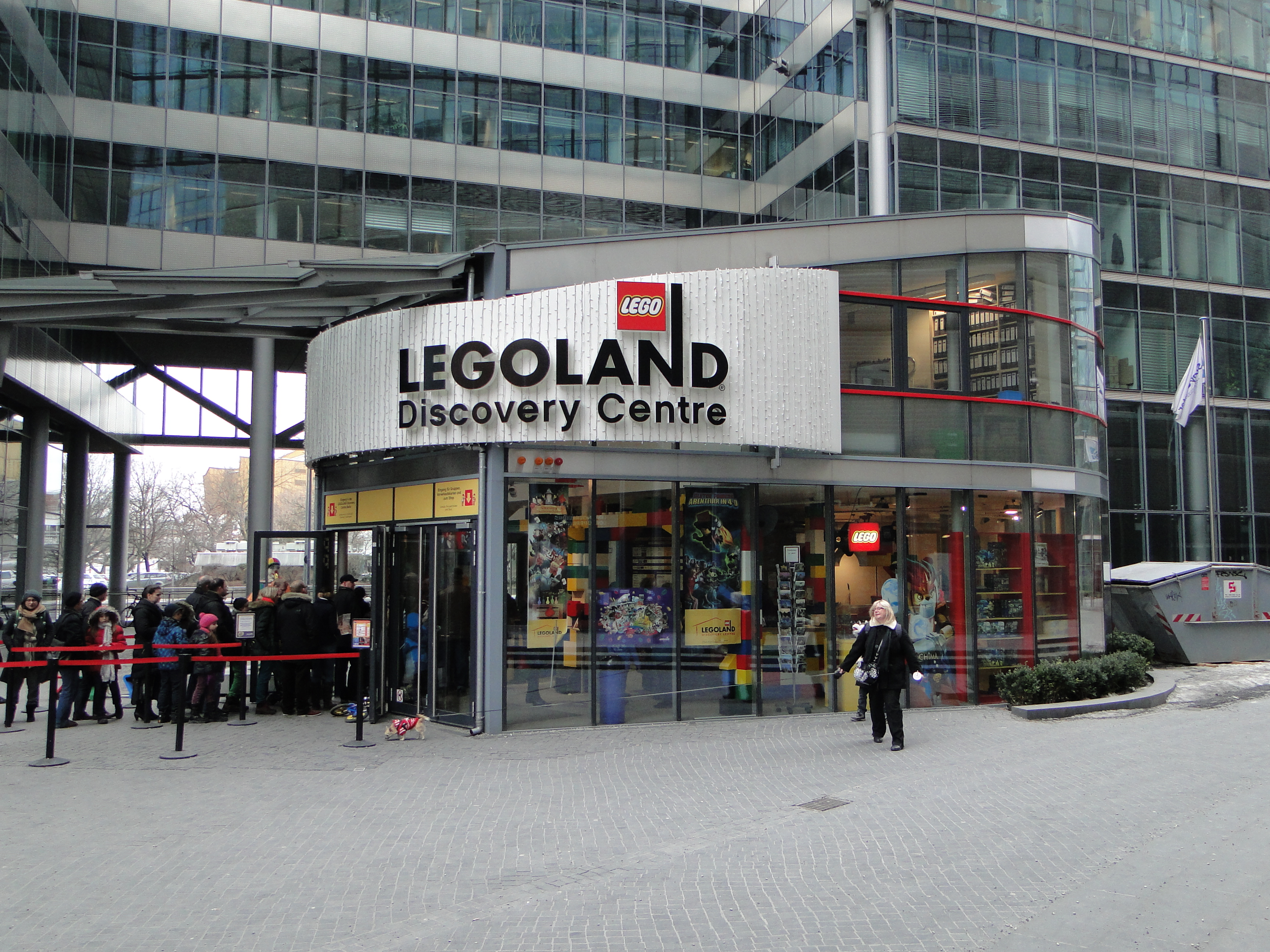
LDC・ベルリン
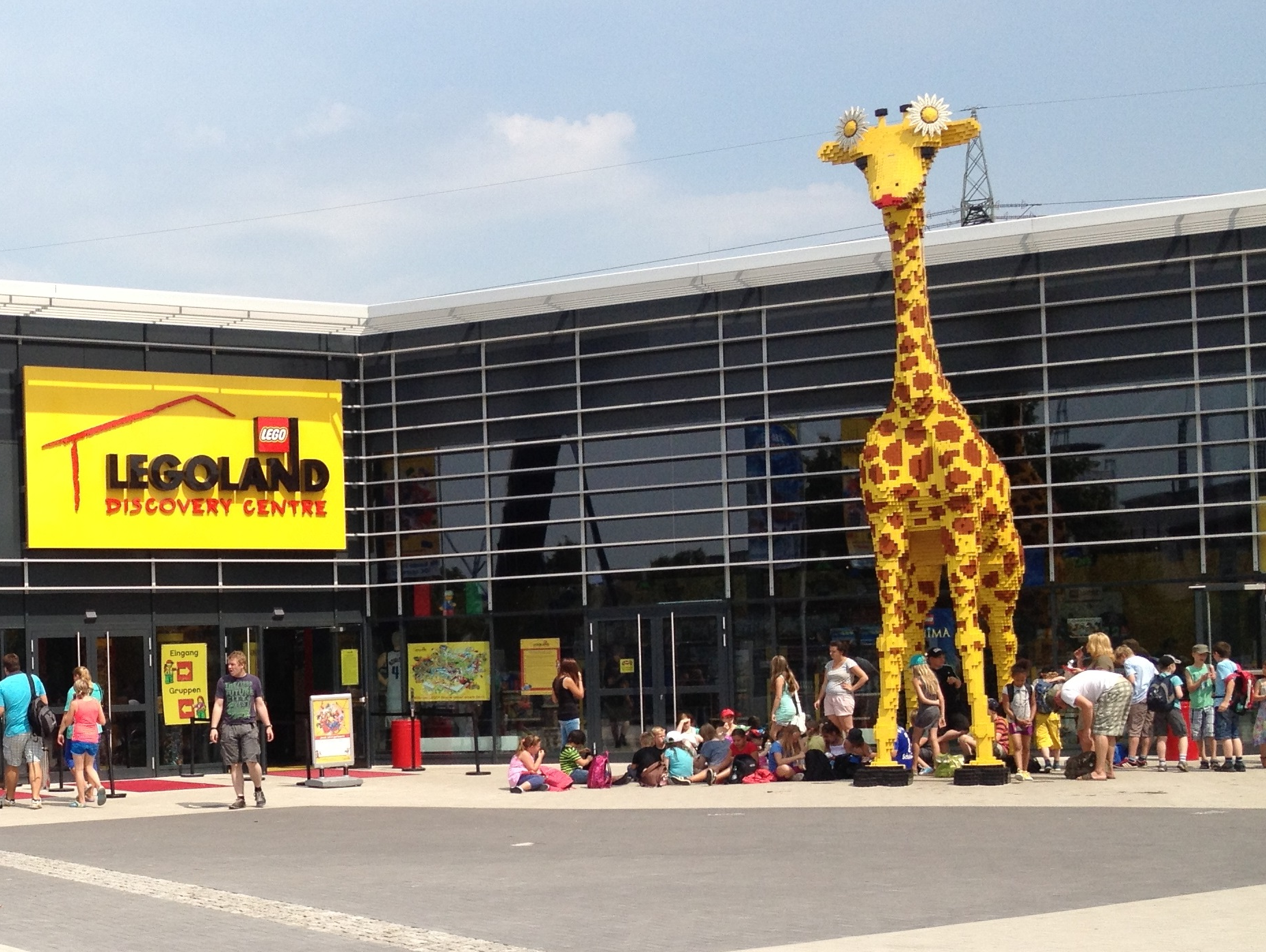
LDC・オーバーハウゼン
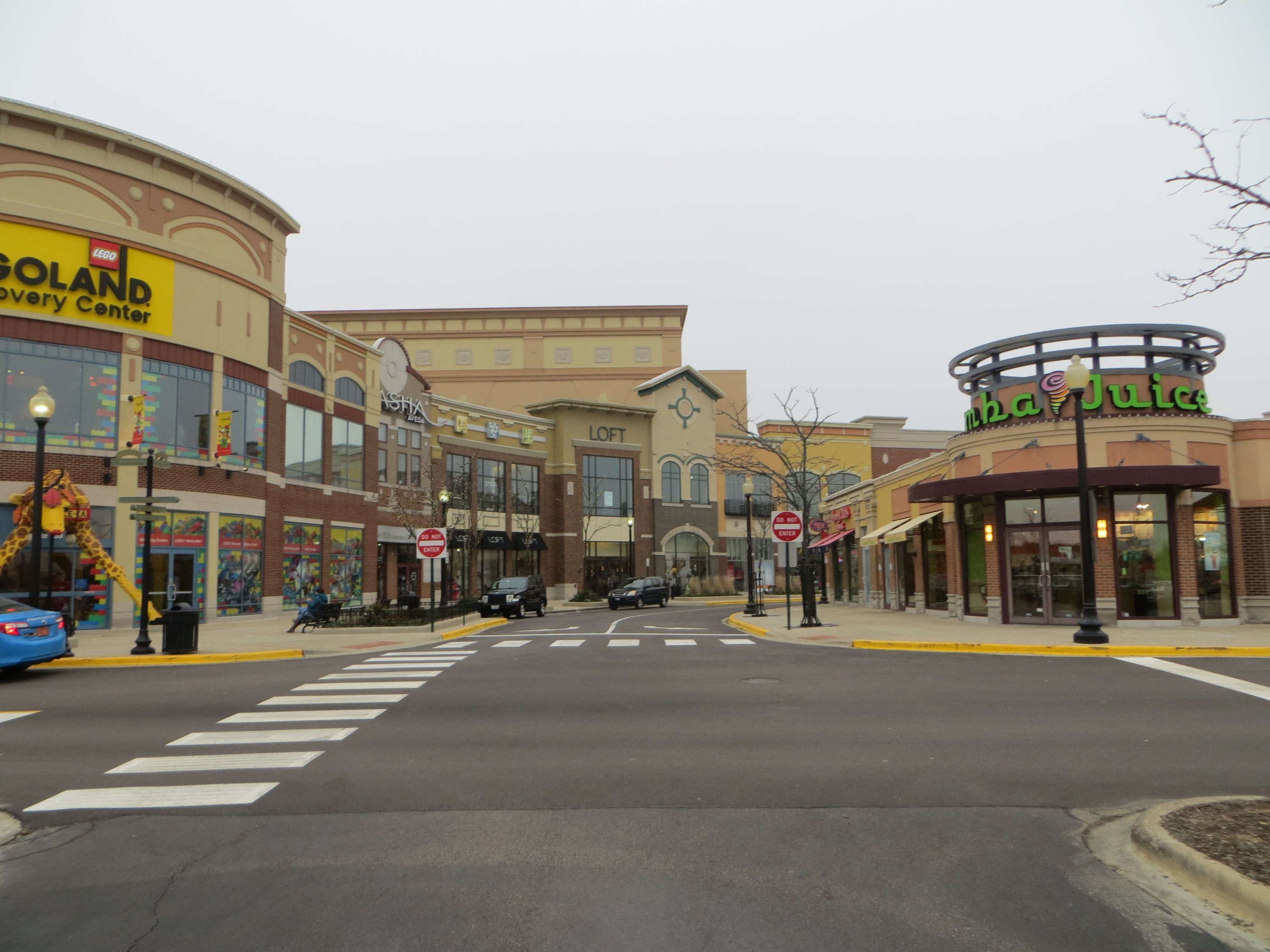
LDC・シカゴ
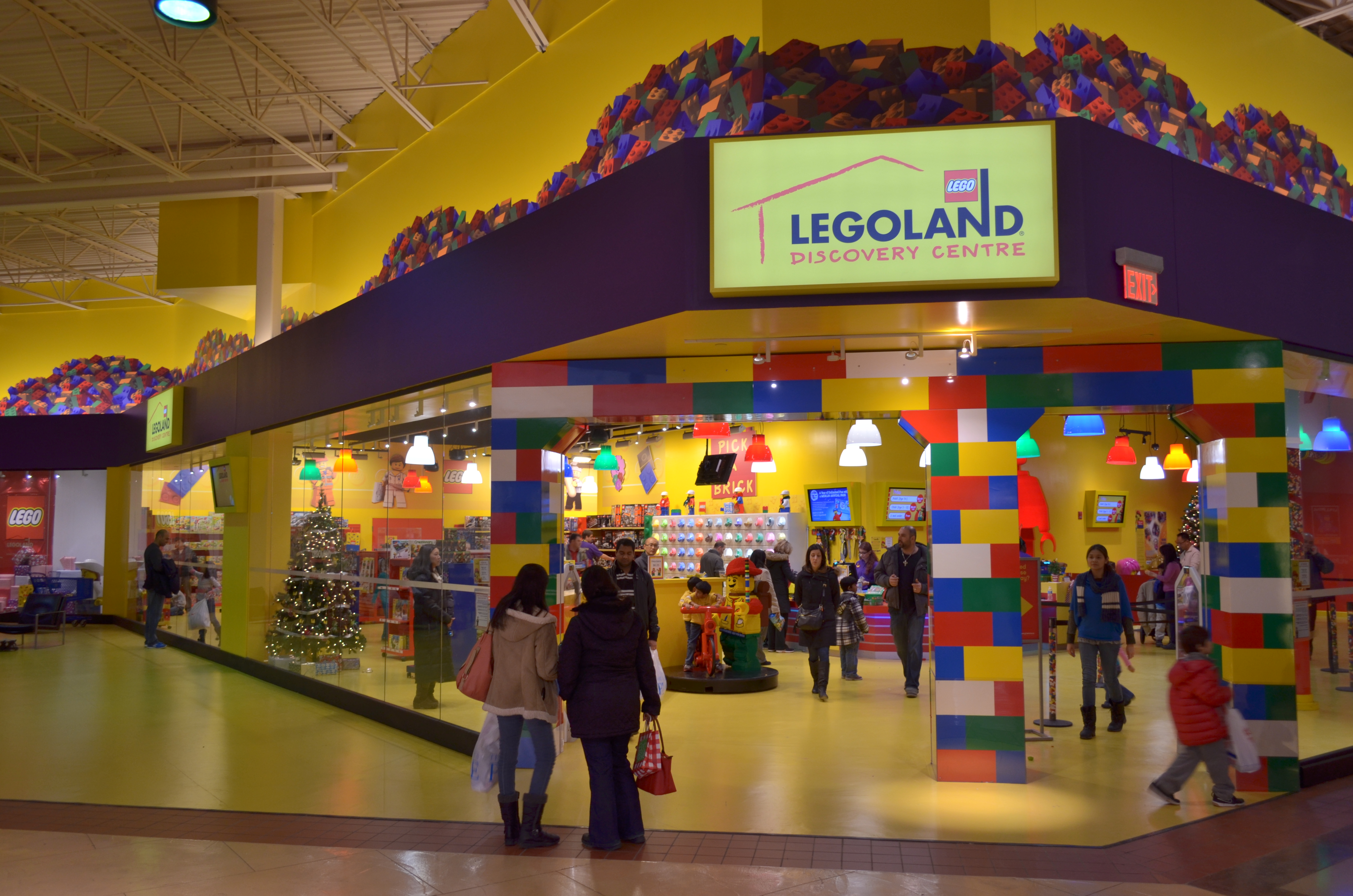
LDC・トロント
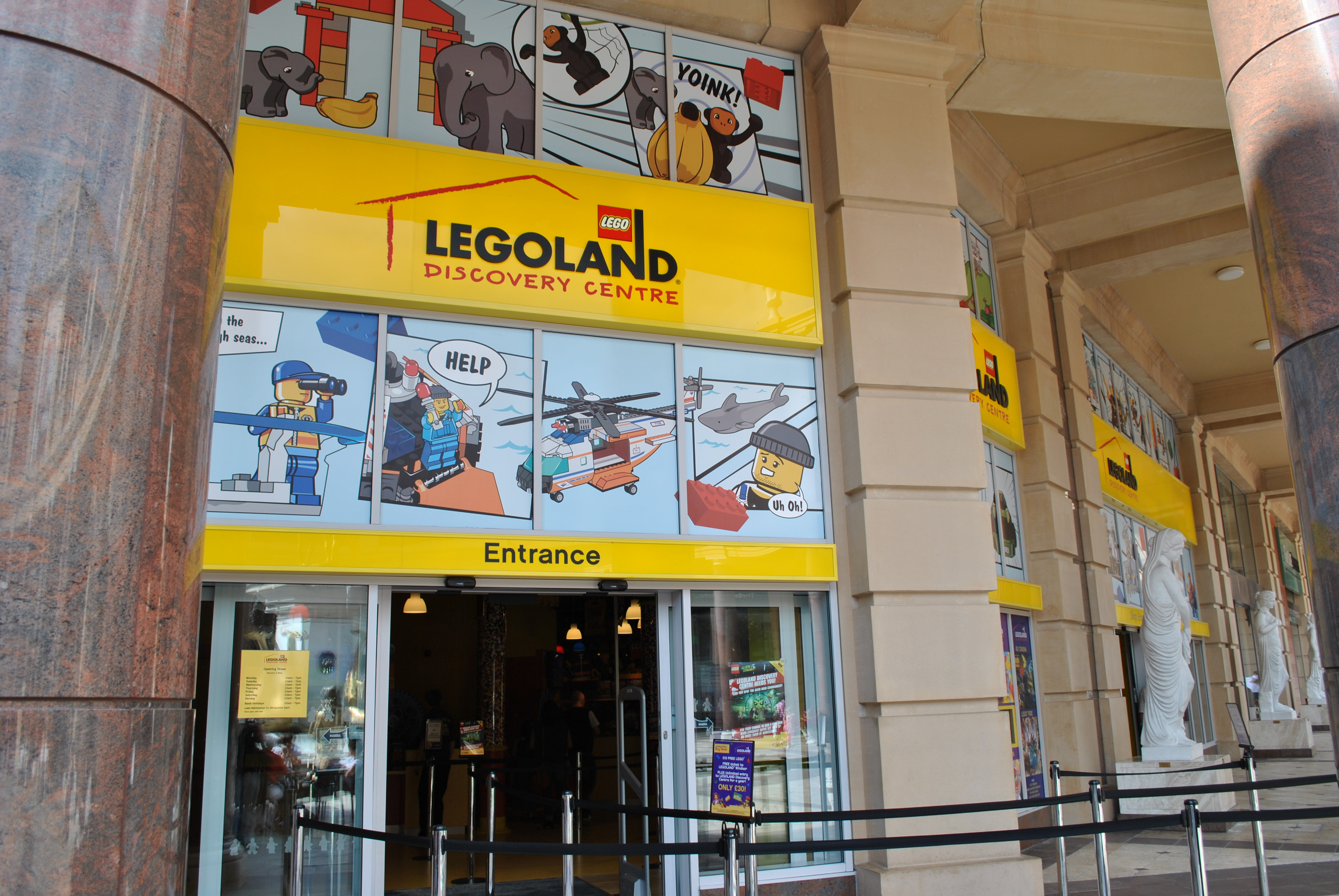
LDC・マンチェスター

## 不祥事
レゴランド・ディスカバリー・センター東京において、2018年4月21日に全員が聴覚障がい者である家族とその子どもの友人が、センター側及び事業主体のマーリン・エンターテイメンツ・ジャパンの不手際から聴覚障がいを理由に入場を断られていた事が判明した。